# Sarwe Iyasus
Sarwe Iyasus, död 1433, var kejsare av Etiopien mellan 1433 och 1433.